# 莫尔普雷
莫尔普雷（法語：Molpré，法語發音：[mɔlpʁe]）是法国汝拉省的一个旧市镇，属于隆斯勒索涅区。2016年，莫尔普雷与市镇米耶日和埃塞尔瓦勒孔布合并为新的米耶日。

## 地理
莫尔普雷（46°47'15"N, 6°4'3"E）面积2.73 平方千米，位于法国勃艮第-弗朗什-孔泰大區汝拉省，该省份为法国东部内陆省份，北起上索恩省，西北接科多尔省，西临索恩-卢瓦尔省，南至安省，东与杜省和瑞士接壤。
与莫尔普雷接壤的市镇（或旧市镇、城区）包括：桑索、隆科雄、科米纳耶昂蒙塔涅、米耶日、米尼奥维拉尔、诺兹鲁瓦。
莫尔普雷的时区为UTC+01:00、UTC+02:00（夏令时）。

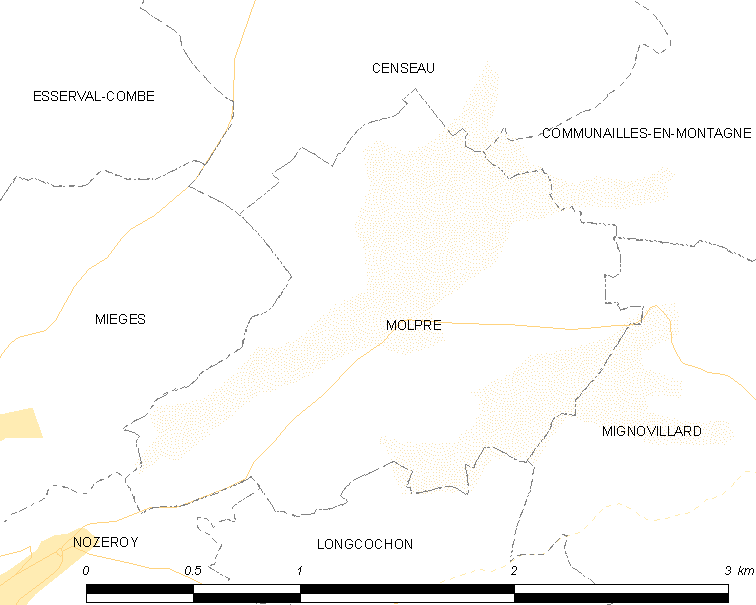
莫尔普雷的OSM定位图

## 行政
莫尔普雷的邮政编码为39250，INSEE市镇编码为39340。

## 政治
莫尔普雷所属的省级选区为圣洛朗昂格朗沃县。

## 人口

1962-2008年间莫尔普雷人口变化图示

莫尔普雷于2018年1月1日时的人口数量为29人。